# ان‌جی‌سی ۴۱۵
ان‌جی‌سی ۴۱۵ (انگلیسی: NGC 415) نام یک کهکشان مارپیچی در صورت فلکی سنگتراش است.